# Polisens DNA-register
Den svenska polisen för fyra DNA-register:
- Spårregistret, med DNA-profiler från brottsplatsspår som inte träffat mot någon person.
- Utredningsregistret, med DNA-profiler från personer som är skäligen misstänkta för ett brott som kan ge fängelse som påföljd.
- DNA-registret med DNA-profiler från personer som dömts till annan påföljd än böter, exempelvis fängelse eller villkorlig dom.
- Elimineringsdatabasen med DNA-profiler från personal och andra berörda personer för att kunna spåra prover som kontaminerats med dna från personer som direkt eller indirekt varit i kontakt med bevismaterial.

Regleringen av de svenska DNA-registren styrs av Polisdatalagens 4:e kapitel 1-10 §§.